# Delicious U.S.
| Årets häst     |                |                 |
| 2014           | 2015           | 2016            |
| Maharajah      | Delicious U.S. | Nuncio          |
| Stefan Hultman | Daniel Redén   | Stefan Melander |

Delicious U.S., född 25 mars 2009 på Lindy Farms of Connecticut i Somers i Connecticut, är en amerikansk varmblodig travhäst. Hon tränades av sin ägare Daniel Redén och kördes av Örjan Kihlström. Sedan 2017 är hon verksam som avelssto. Daniel Redén har flera gånger sagt att Delicious U.S. är hans favorithäst, och har även döpt sin dotter efter hästen.
Delicious U.S. tävlade åren 2012–2017 och sprang in 6,5 miljoner kronor på 55 starter varav 29 segrar. Bland hennes främsta meriter räknas segrarna i Fyraåringseliten för ston (2013), Sundsvall Open Trot (2015), Årjängs Stora Sprinterlopp (2015), C.L. Müllers Memorial (2015) och en tredjeplats i Elitloppet (2014). Hon utsågs till "Årets Häst" 2015.

## Exteriör och signalement
Delicious U.S. mankhöjd är endast 147 cm, vilket ungefär är lika mycket som en D-ponny. Hon är brun med ett stjärn på huvudet som signalement, vilket är en vit fläck mellan ögonen.

## Karriär

### Säsongerna 2010–2012 – Tiden i Nordamerika
Delicious U.S. köptes som ettåring på hästauktionen i Lexington, Kentucky 2010, för endast 8 000 dollar. Hon sattes sedan i träning hos Ron Gurfein i New Jersey, och gjorde sin första start i ett kvallopp på Balmoral Park den 22 juni 2011, då hon var två år gammal. Det gick därefter en månad innan hon debuterade i lopp den 20 juli 2011 på Pocono Downs. I debutloppet kördes hon av Matt Kakaley, som oftast kom att köra henne i Nordamerika, och segrade direkt. 
Hon tävlade säsongerna 2011 och 2012 i Nordamerika, innan hon importerades till Sverige till sin ägare och nye tränare Daniel Redén. Hon sprang in ca 1,7 miljoner kronor under tiden i Nordamerika.

### Säsongen 2013 – Flytt till Sverige
Delicious U.S. gjorde sin första start i Redéns regi den 10 april 2013 i Solvallaserien på Solvalla. I loppet kördes hon av Redén själv, och ekipaget slutade på en andraplats. Första segern på svensk mark kom den 5 maj 2013 på Hagmyren, då hon vann ett försökslopp till Norrlands Grand Prix.

### Säsongen 2014 – Steget in i eliten
Under säsongen 2014 segrade hon bland annat i Meadow Roads Lopp, och blev även inbjuden till 2014 års upplaga av Elitloppet på Solvalla. I Elitloppet kördes hon av tränare Redén, och slutade på en tredjeplats i både försök och final. Finalloppet vanns av den franska hästen Timoko och Björn Goop.

### Säsongen 2015 – Tre världsrekord
Den 1 juli 2015 kördes Delicious U.S. för första gången av Örjan Kihlström i lopp. Ekipaget startade i Bergslagsloppet på Lindesbergs travbana, och segrade som favoritspelade. Under sensommaren och hösten 2015 satte Delicious U.S. tre världsrekord för ston. Den 14 augusti 2015 i John Deeres Pokal på Bollnästravet satte Delicious U.S., körd av Örjan Kihlström, nytt världsrekord över 1640 meter för ston på 1000-metersbana. Det nya rekordet skrevs till 1.08,6. I nästa start, den 29 augusti i Sundsvall Open Trot på Bergsåker travbana, satte Delicious U.S. och Kihlström ytterligare ett världsrekord för ston då ekipaget vann på kilometertiden 1.10,0 över 2140 meter på 1000-metersbana. Vinnartiden innebar även den snabbaste vinnartiden genom tiderna i Sundsvall Open Trot. I C.L. Müllers Memorial den 24 oktober på Jägersro tog Delicious U.S. sitt tredje raka världsrekord. Denna gång då hon vann loppet på kilometertiden 1.12,1 över 2640 meter på 1000-metersbana, vilket innebar nytt världsrekord för ston.
Daniel Redén hade planer på att satsa mot Prix d'Amérique under det franska vintermeetinget med Delicious U.S., och hon var tänkt att starta i Prix du Bourbonnais på Vincennesbanan i Paris den 13 december 2015. Tyvärr ströks Delicious U.S. innan loppet på grund av karledsinflammation, och satsningen mot Prix d'Amérique blåstes av.
Vid den svenska Hästgalan för säsongen 2015 vann Delicious U.S. utmärkelsen "Årets Häst", efter att ha fått flest antal tittarröster.

### Säsongen 2016 – Operation istället för Elitlopp

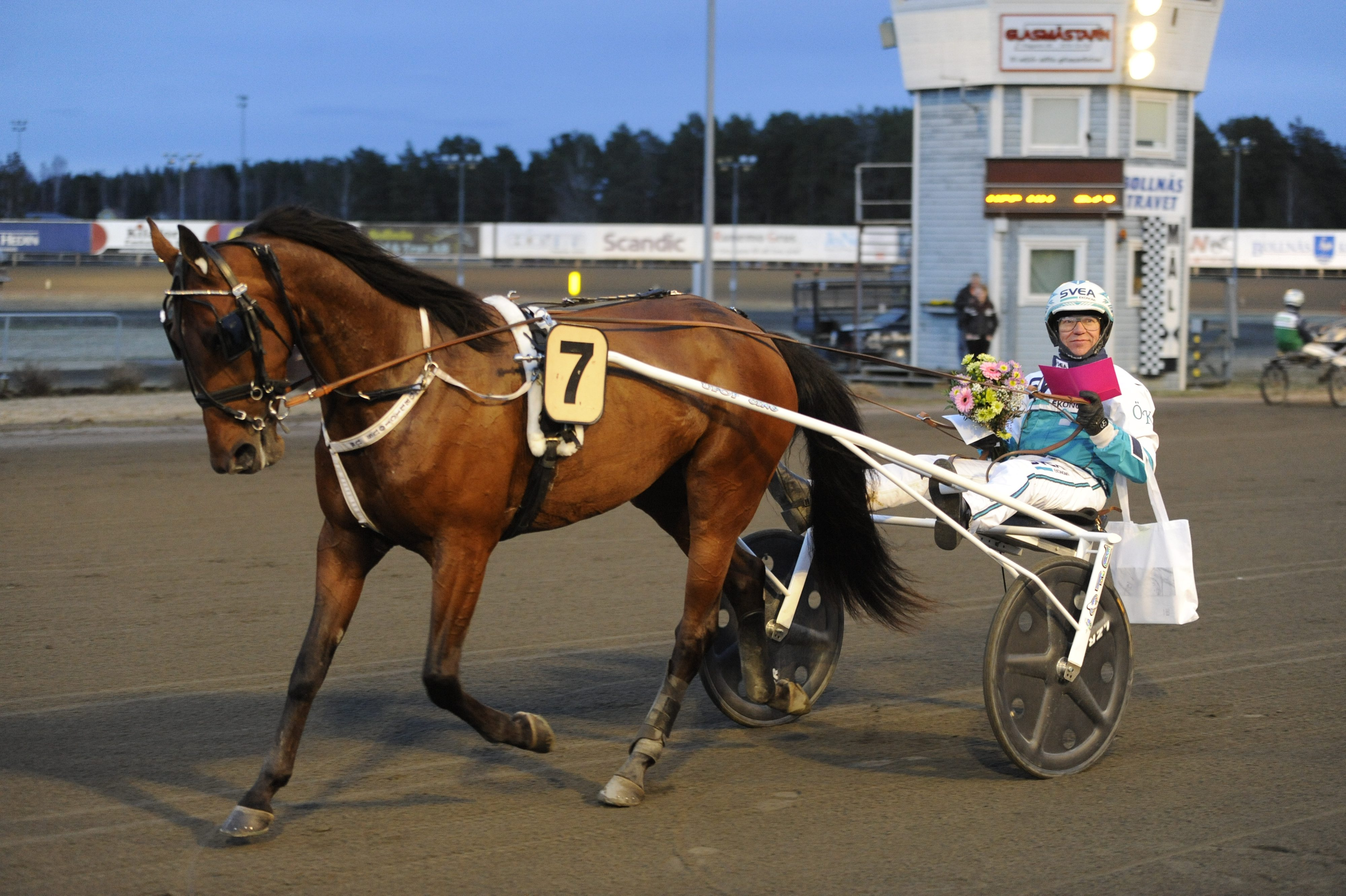
Delicious U.S. och Örjan Kihlström på Bollnästravet 2016.

Efter en seger på Bollnästravet den 21 april 2016 fick Delicious U.S. en inbjudan till 2016 års upplaga av Elitloppet på Solvalla. Daniel Redén tvingades senare att tacka nej till inbjudan, då han upptäckt att Delicious U.S. hade ett svullet framknä och blev tvungen att ta hästen till veterinär. Hon uppgavs även ha varit halt och enligt stallet hade hon fått något slags trauma på utsidan av vänster framknä.

### Säsongen 2017 – Slutet på tävlingskarriären
Den 15 juli 2017 skulle Delicious U.S. ha startat i Stoeliten på Årjängstravet, under samma dag som Årjängs Stora Sprinterlopp körs, men ströks tidigt på grund av problem med magen. Magproblemet ledde sedan till att hon fick opereras akut. Den 14 juli meddelade tränare och ägare Daniel Redén att Delicious U.S. slutar att tävla. Delicious fick komma hem en vecka efter den akuta operationen. Hon är sedan dess verksam som avelssto.

## Tiden som avelssto
På grund av hennes kroniska magsjukdom kan Delicious U.S. inte kan ge samma näring som andra ston till ett eventuellt föl. Tränare Daniel Redén meddelade att de ska försöka med att flytta ett evenuellt embyo (embryotransfer) till en surrogatmamma om prover längre fram visar att detta kan fungera.
Den 31 oktober 2017 meddelades det att hennes första partner i aveln är tänkt att bli stallkamraten Propulsion. Tränare Redén meddelade den 7 februari 2019 att Delicious U.S. kommer att betäckas med stallkamraten Daley Lovin, och att Delicious U.S. kommer att bära fölet själv, efter att ha samtalat med flera veterinärer. Redén meddelade den 29 april 2019 att Delicious U.S. var dräktig med Daley Lovin.
Den 6 mars 2020 föddes hingsten Heavenly Zet.

## Utmärkelser

### Hästgalan
Delicious U.S. var en av de fyra nominerade travhästarna i kategorin "Årets Häst" 2015. Hon vann utmärkelsen över bland annat Nuncio, efter att ha fått flest antal tittarröster.
| År   | Nominerad    | Resultat | Ref.         |
| ---- | ------------ | -------- | ------------ |
| 2015 | "Årets häst" | 1        | [ 5 ] [ 24 ] |

## Statistik
| Statistik för Delicious U.S. (Ref.) | Statistik för Delicious U.S. (Ref.) | Statistik för Delicious U.S. (Ref.) | Statistik för Delicious U.S. (Ref.) | Statistik för Delicious U.S. (Ref.) | Statistik för Delicious U.S. (Ref.)     |
| ----------------------------------- | ----------------------------------- | ----------------------------------- | ----------------------------------- | ----------------------------------- | --------------------------------------- |
| Starter                             | Placeringar                         | Startprissumma                      | Segerprocent                        | Platsprocent                        | Rekord                                  |
| 55                                  | 29-9-7                              | 6 581 572 kr                        | 53 %                                | 82 %                                | 1.08,6ak, 1.09,9aak, 1.10,0am, 1.12,1al |

### Löpningsrekord
| Datum           | Bana         | Lopp                  | Tid    | Distans | Startmetod           | Kusk            |
| --------------- | ------------ | --------------------- | ------ | ------- | -------------------- | --------------- |
| 7 oktober 2012  | The Red Mile | Late Closer           | 1.09,9 | 1609 m  | amerikansk autostart | Ron Pierce      |
| 14 augusti 2015 | Bollnäs      | John Deeres Pokal     | 1.08,6 | 1640 m  | autostart            | Örjan Kihlström |
| 29 augusti 2015 | Bergsåker    | Sundsvall Open Trot   | 1.10,0 | 2140 m  | autostart            | Örjan Kihlström |
| 24 oktober 2015 | Jägersro     | C.L. Müllers Memorial | 1.12,1 | 2640 m  | autostart            | Örjan Kihlström |

### Större segrar
| År   | Lopp                               | Kusk            | Vinstbelopp   | Grupp   |
| ---- | ---------------------------------- | --------------- | ------------- | ------- |
| 2011 | Hanover Stakes                     | Todd Warren     | 182 479 SEK   | -       |
| 2012 | Currier And Ives                   | Matt Kakaley    | 138 300 SEK   | -       |
| 2015 | Årjängs Stora Sprinterlopp         | Örjan Kihlström | 600 000 SEK   | Grupp 2 |
| 2015 | Sundsvall Open Trot                | Örjan Kihlström | 1 000 000 SEK | Grupp 1 |
| 2015 | C.L. Müllers Memorial              | Örjan Kihlström | 500 000 SEK   | Grupp 2 |
| 2015 | Konung Carl XVI Gustafs Silverhäst | Örjan Kihlström | 250 000 SEK   | Grupp 2 |

### Starter
| Nr | Datum      | Lopp                                | Bana                  | Kusk              | Odds | Tid      | Distans | Plac. | Vinstbelopp   | Ref.   |
| -- | ---------- | ----------------------------------- | --------------------- | ----------------- | ---- | -------- | ------- | ----- | ------------- | ------ |
| -  | 2011-06-22 | Kvallopp                            | Balmoral Park         | Roger Welch       | -    | 1.17,6a  | 1 609 m | 2     | -             | [ 25 ] |
| -  | 2011-07-07 | Kvallopp                            | Pocono Downs          | Matt Kakaley      | -    | 1.17,3ag | 1 609 m | 2     | -             |        |
| -  | 2011-07-14 | Kvallopp                            | Pocono Downs          | Matt Kakaley      | -    | 1.15,1a  | 1 609 m | 1     | -             |        |
| 1  | 2011-07-20 | nw2PM 2 year                        | Pocono Downs          | Matt Kakaley      | 37   | 1.13,2a  | 1 609 m | 1     | 37 379 SEK    |        |
| 2  | 2011-08-05 | Pennsylvania Sire Stakes, elim      | Pocono Downs          | Matt Kakaley      | 97   | 1.12,2a  | 1 609 m | 2     | 95 372 SEK    | [ 26 ] |
| 3  | 2011-08-19 | Pennsylvania Sire Stakes, elim      | Harrah's Philadelphia | Matt Kakaley      | 32   | 1.13,0ag | 1 609 m | 2     | 94 692 SEK    | [ 27 ] |
| 4  | 2011-09-02 | Pennsylvania Sire Stakes, elim      | The Meadows           | Brett Miller      | 14   | 1.14,5ag | 1 609 m | 2     | 124 664 SEK   | [ 28 ] |
| -  | 2011-09-13 | Kvallopp                            | Pocono Downs          | Matt Kakaley      | -    | 1.12,5a  | 1 609 m | 1     | -             |        |
| 5  | 2011-09-22 | The Equinox Series                  | Pocono Downs          | Matt Kakaley      | 11   | 1.13,7ag | 1 609 m | 3     | 12 233 SEK    |        |
| 6  | 2011-09-30 | Keystone Classic                    | The Meadows           | Richard Stillings | 15   | 1.14,5a  | 1 609 m | 1     | 104 886 SEK   | [ 29 ] |
| 7  | 2011-10-07 | The Equinox Series                  | Pocono Downs          | Matt Kakaley      | 11   | 1.11,5a  | 1 609 m | 1     | 135 925 SEK   |        |
| 8  | 2011-10-16 | Hanover Stakes                      | Balmoral Park         | Todd Warren       | 12   | 1.12,2a  | 1 609 m | 1     | 182 479 SEK   | [ 30 ] |
| -  | 2012-04-14 | Kvallopp                            | Pompano Park          | Bruce Ranger      | -    | 1.13,8a  | 1 609 m | 1     | -             |        |
| 9  | 2012-05-15 | Pennsylvania Sire Stakes, elim      | The Meadows           | Matt Kakaley      | 24   | 1.12,1a  | 1 609 m | 3     | 57 069 SEK    | [ 31 ] |
| 10 | 2012-05-25 | nw13500L5                           | Pocono Downs          | Andrew McCarthy   | 63   | 1.11,1a  | 1 609 m | 3     | 12 447 SEK    |        |
| 11 | 2012-05-31 | Pennsylvania Sire Stakes, elim      | Harrah's Philadelphia | Matt Kakaley      | 48   | 1.10,9a  | 1 609 m | 2     | 134 025 SEK   | [ 32 ] |
| 12 | 2012-06-08 | Elegantimage Stakes                 | Mohawk                | Matt Kakaley      | 622  | 1.12,7a  | 1 609 m | 0     | 0 SEK         |        |
| 13 | 2012-06-25 | Currier And Ives                    | The Meadows           | Matt Kakaley      | 29   | 1.12,1a  | 1 609 m | 1     | 138 300 SEK   | [ 33 ] |
| 14 | 2012-07-08 | Pennsylvania All-Stars              | Pocono Downs          | Matt Kakaley      | 21   | 1.11,5a  | 1 609 m | 2     | 55 320 SEK    | [ 34 ] |
| 15 | 2012-07-18 | Pennsylvania Sire Stakes, elim      | Pocono Downs          | Andrew McCarthy   | 125  | 1.12,1ag | 1 609 m | 0     | 0 SEK         | [ 35 ] |
| 16 | 2012-07-27 | Arden Downs                         | The Meadows           | Aaron Merriman    | 21   | 1.11,7a  | 1 609 m | 1     | 94 583 SEK    | [ 36 ] |
| 17 | 2012-08-04 | Duenna                              | Meadowlands           | Ron Pierce        | 158  | 1.10,4a  | 1 609 m | 1     | 103 724 SEK   | [ 37 ] |
| 18 | 2012-08-10 | Pennsylvania Sire Stakes, elim      | The Meadows           | Aaron Merriman    | 390  | 1.11,6a  | 1 609 m | 2     | 242 985 SEK   | [ 38 ] |
| 19 | 2012-08-17 | Moni Maker                          | Meadowlands           | Ron Pierce        | 223  | 1.10,9a  | 1 609 m | 0     | 0 SEK         | [ 39 ] |
| 20 | 2012-09-01 | Pennsylvania Sire Stakes, final     | Pocono Downs          | Aaron Merriman    | 197  | 1.10,7a  | 1 609 m | 5     | 69 149 SEK    | [ 40 ] |
| 21 | 2012-09-18 | Open Trot                           | Indiana Downs         | Marcus Miller     | 50   | 1.12,2a  | 1 609 m | 3     | 14 521 SEK    |        |
| 22 | 2012-09-26 | Keystone Classic                    | The Meadows           | Aaron Merriman    | 19   | dga      | 1 609 m | 0     | 0 SEK         | [ 41 ] |
| 23 | 2012-10-07 | Late Closer                         | The Red Mile          | Ron Pierce        | 76   | 1.09,9a  | 1 609 m | 1     | 34 575 SEK    | [ 42 ] |
| 24 | 2013-04-10 | Solvallaserien                      | Solvalla              | Daniel Redén      | 208  | 1.13,2a  | 2 140 m | 2     | 75 000 SEK    |        |
| 25 | 2013-05-05 | Norrlands Grand Prix, försök        | Hagmyren              | Daniel Redén      | 18   | 1.13,8a  | 2 140 m | 1     | 40 000 SEK    |        |
| 26 | 2013-05-15 | Solvallaserien                      | Solvalla              | Daniel Redén      | 80   | 1.12,9a  | 2 140 m | 4     | 22 500 SEK    |        |
| 27 | 2013-05-26 | Fyraåringseliten för ston           | Solvalla              | Daniel Redén      | 35   | 1.10,7a  | 1 609 m | 1     | 250 000 SEK   |        |
| 28 | 2013-06-27 | Henning Kraffts Minne               | Åby                   | Daniel Redén      | 15   | uag      | 1 640 m | 0     | 0 SEK         |        |
| -  | 2013-08-07 | Fyraåringslopp för Ston             | Solvalla              | Daniel Redén      | str. | str.     | 1 640 m | str.  | str.          | [ 43 ] |
| 29 | 2013-09-29 | Solvallaserien                      | Solvalla              | Daniel Redén      | 124  | 1.12,5a  | 2 140 m | 3     | 33 500 SEK    |        |
| 30 | 2013-10-09 | 275.001 - 2.225.000                 | Solvalla              | Daniel Redén      | 27   | 1.09,9a  | 1 640 m | 1     | 50 000 SEK    |        |
| 31 | 2013-10-26 | Bo Pettersons Memorial              | Färjestad             | Daniel Redén      | 12   | 1.12,3a  | 1 640 m | 2     | 37 500 SEK    |        |
| 32 | 2014-05-14 | Meadow Roads Lopp                   | Solvalla              | Daniel Redén      | 16   | 1.10,2a  | 1 609 m | 1     | 100 000 SEK   |        |
| 33 | 2014-05-25 | Elitloppet (2014), försök           | Solvalla              | Daniel Redén      | 71   | 1.09,0a  | 1 609 m | 3     | 75 000 SEK    |        |
| 34 | 2014-05-25 | Elitloppet (2014), final            | Solvalla              | Daniel Redén      | 218  | 1.10,0a  | 1 609 m | 3     | 500 000 SEK   |        |
| 35 | 2014-10.22 | Femåringslopp för Ston              | Solvalla              | Daniel Redén      | 13   | 1.11,0a  | 1 640 m | 1     | 100 000 SEK   |        |
| 36 | 2015-05-11 | Damklubben Bollnästravet            | Bollnäs               | Daniel Redén      | 11   | d5ag     | 1 640 m | d     | 0 SEK         |        |
| 37 | 2015-05-30 | Lady Snärts Lopp                    | Solvalla              | Daniel Redén      | 31   | 1.11,2a  | 1 609 m | 2     | 100 000 SEK   |        |
| 38 | 2015-07-01 | Bergslagsloppet                     | Lindesberg            | Örjan Kihlström   | 17   | 1.10,2a  | 1 640 m | 1     | 100 000 SEK   |        |
| 39 | 2015-07-11 | Årjängs Stora Sprinterlopp          | Årjäng                | Örjan Kihlström   | 52   | 1.10,1a  | 1 640 m | 1     | 600 000 SEK   |        |
| 40 | 2015-07-28 | Hugo Åbergs Memorial                | Jägersro              | Örjan Kihlström   | 81   | 1.10,5a  | 1 640 m | 0     | 0 SEK         |        |
| 41 | 2015-08-14 | John Deeres Pokal                   | Bollnäs               | Örjan Kihlström   | 11   | 1.08,6a  | 1 640 m | 1     | 75 000 SEK    |        |
| 42 | 2015-08-29 | Sundsvall Open Trot                 | Bergsåker             | Örjan Kihlström   | 28   | 1.10,0a  | 2 140 m | 1     | 1 000 000 SEK |        |
| -  | 2015-09-26 | Giant Diablos Lopp - Stoeliten      | Solvalla              | Daniel Redén      | str. | str.     | 1 640 m | str.  | str.          | [ 44 ] |
| 43 | 2015-10-24 | C.L. Müllers Memorial               | Jägersro              | Örjan Kihlström   | 26   | 1.12,1a  | 2 160 m | 1     | 500 000 SEK   |        |
| 44 | 2015-11-14 | Konung Carl XVI Gustafs Silverhäst  | Solvalla              | Örjan Kihlström   | 12   | 1.12,8a  | 2 140 m | 1     | 250 000 SEK   |        |
| -  | 2015-11-25 | Peace Corps lopp - Stolopp          | Solvalla              | Örjan Kihlström   | str. | str.     | 2 140 m | str.  | str.          | [ 45 ] |
| -  | 2015-12-13 | Prix du Bourbonnais                 | Vincennes             | Örjan Kihlström   | str. | str.     | 2 850 m | str.  | str.          |        |
| 45 | 2016-04-21 | Stolopp                             | Bollnäs               | Örjan Kihlström   | 10   | 1.12,0a  | 1 640 m | 1     | 35 000 SEK    |        |
| 46 | 2016-08-12 | John Deeres Pokal                   | Bollnäs               | Örjan Kihlström   | 10   | 1.12,3a  | 1 640 m | 1     | 75 000 SEK    |        |
| 47 | 2016-08-26 | Malabar Circle Ås Lopp              | Bergsåker             | Örjan Kihlström   | 11   | 1.11,1a  | 1 640 m | 1     | 100 000 SEK   |        |
| 48 | 2016-09-13 | Lägst 450.001 kr.                   | Eskilstuna            | Örjan Kihlström   | 10   | 1.13,6a  | 2 140 m | 1     | 35 000 SEK    |        |
| 49 | 2016-09-24 | Giant Diablos Lopp - Stoeliten      | Solvalla              | Örjan Kihlström   | 10   | 1.09,8a  | 1 640 m | 1     | 200 000 SEK   |        |
| 50 | 2017-03-24 | 3-åriga och äldre lägst 200.001 kr. | Romme                 | Örjan Kihlström   | 10   | 1.14,1a  | 2 140 m | 1     | 35 000 SEK    |        |
| 51 | 2017-04-01 | Pixies Lopp - Stoeliten             | Solvalla              | Örjan Kihlström   | 11   | 1.11,6a  | 1 640 m | 1     | 200 000 SEK   |        |
| 52 | 2017-04-17 | Yngve Larssons Memorial             | Halmstad              | Örjan Kihlström   | 11   | 1.10,4a  | 1 640 m | 1     | 100 000 SEK   |        |
| 53 | 2017-05-16 | Stolopp                             | Eskilstuna            | Örjan Kihlström   | 10   | 1.11,0a  | 1 640 m | 1     | 35 000 SEK    |        |
| 54 | 2017-05-28 | Elitloppet (2017), försök           | Solvalla              | Örjan Kihlström   | 40   | 1.09,2a  | 1 609 m | 0     | 0 SEK         |        |
| 55 | 2017-07-04 | Bengt Ivarssons Minne               | Bollnäs               | Örjan Kihlström   | 10   | 1.12,4a  | 2 140 m | 1     | 100 000 SEK   |        |
| -  | 2017-07-05 | Stoeliten                           | Årjäng                | Örjan Kihlström   | str. | str.     | 2 140 m | str.  | str.          |        |

## Stamtavla
| Efter Cantab Hall 2001 | Self Possessed 1996 | Victory Dream    | Valley Victory  |
| Efter Cantab Hall 2001 | Self Possessed 1996 | Victory Dream    | Crown Dream     |
| Efter Cantab Hall 2001 | Self Possessed 1996 | Feeling Great    | Mystic Park     |
| Efter Cantab Hall 2001 | Self Possessed 1996 | Feeling Great    | Katie Almahurst |
| Efter Cantab Hall 2001 | Canland Hall 1996   | Garland Lobell   | ABC Freight     |
| Efter Cantab Hall 2001 | Canland Hall 1996   | Garland Lobell   | Gamin Lobell    |
| Efter Cantab Hall 2001 | Canland Hall 1996   | Canne Angus      | Magna Force     |
| Efter Cantab Hall 2001 | Canland Hall 1996   | Canne Angus      | Kenwood Scamper |
| Undan Ipsara L.B. 2004 | Lemon Dra 1986      | Sharif Di Iesolo | Quick Song      |
| Undan Ipsara L.B. 2004 | Lemon Dra 1986      | Sharif Di Iesolo | Odile De Sassy  |
| Undan Ipsara L.B. 2004 | Lemon Dra 1986      | Danea            | Acero           |
| Undan Ipsara L.B. 2004 | Lemon Dra 1986      | Danea            | Babele          |
| Undan Ipsara L.B. 2004 | Santra L.B. 1992    | Speedy Crown     | Speedy Scot     |
| Undan Ipsara L.B. 2004 | Santra L.B. 1992    | Speedy Crown     | Missile Toe     |
| Undan Ipsara L.B. 2004 | Santra L.B. 1992    | Corinne Lobell   | Noble Victory   |
| Undan Ipsara L.B. 2004 | Santra L.B. 1992    | Corinne Lobell   | Canny Imp       |